# 拉沙佩勒戈捷
拉沙佩勒戈捷（法語：La Chapelle-Gauthier，法語發音：[la ʃapɛl ɡotje] ⓘ）是法国塞纳-马恩省的一个市镇，属于普罗万区。

## 地理
拉沙佩勒戈捷（48°32'59"N, 2°53'57"E）面积17.36 平方千米，位于法国法蘭西島大區塞纳-马恩省，该省份为法国北部内陆省份，北起瓦兹省，西接埃松省、马恩河谷省、塞纳-圣但尼省和瓦兹河谷省，南至卢瓦雷省，东南接约讷省，东临马恩省和奥布省，东北接埃纳省。
与拉沙佩勒戈捷接壤的市镇（或旧市镇、城区）包括：圣梅里、布里地区圣旺、锡夫里-库尔特里、邦邦、布雷欧、布里地区勒沙泰勒、沙蒂永-拉博尔德、莱塞克雷讷、丰特纳耶。
拉沙佩勒戈捷的时区为UTC+01:00、UTC+02:00（夏令时）。

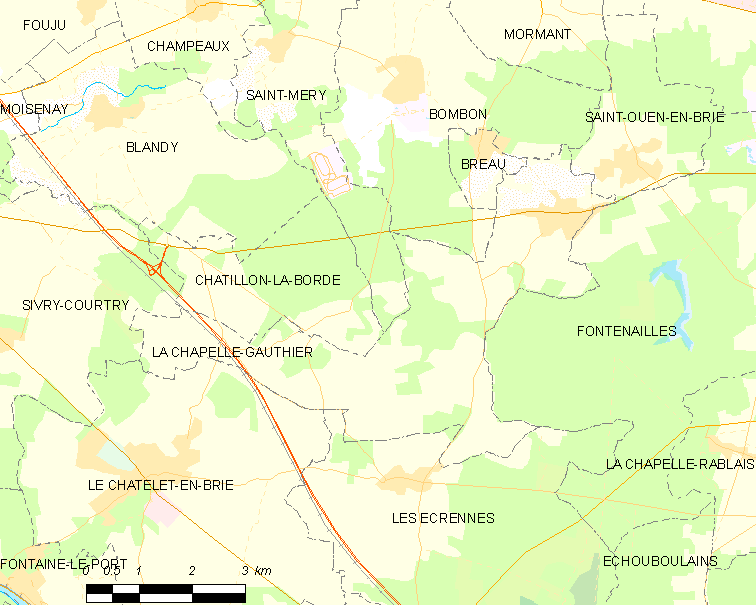
拉沙佩勒戈捷的OSM定位图

## 行政
拉沙佩勒戈捷的邮政编码为77720，INSEE市镇编码为77086。

## 政治
拉沙佩勒戈捷所属的省级选区为楠日县。

## 人口

1962-2008年间拉沙佩勒戈捷人口变化图示

拉沙佩勒戈捷于2022年1月1日时的人口数量为1398人。